# Karl-Gilbert Murray
Karl-Gilbert Murray est un historien de l'art, critique et commissaire d'exposition indépendant canadien. 

## Biographie
Historien d’art de formation académique, Karl-Gilbert Murray est titulaire d’un baccalauréat en Histoire de l'art et d’une maîtrise en Études des arts de l’Université du Québec à Montréal. Critique d’art, il a collaboré à plusieurs revues spécialisées (Archée, Ciel Variable, Espace art actuel (anciennement Espace sculpture), Esse arts + opinions, ETC, ETC Media, Parachute, Pref Magazine (France), Spirale, Vie des Arts) et, à titre d’auteur, rédigé des catalogues d’exposition et des opuscules.

## Commissaire d'exposition
Commissaire indépendant, il a réalisé les expositions et les programmes vidéos :
- Dre Maude Elizabeth Seymour Abbott, Musée régional d’Argenteuil, Saint-André d'Argenteuil, Québec (1998).
- L’histoire d’une rivière : L’Outaouais, Musée régional d’Argenteuil, Saint-André d'Argenteuil, Québec (1999).
- Georges Delrue : Une vie, Musée d'art contemporain des Laurentides, Saint-Jérôme, Québec (2001).
- Battre le « faire » au féminin : Louise Prescott, Christine Palmiéri et Renée Chevalier, Galerie Verticale Art Contemporain, Laval, Québec (2002).
- Le Corps gay/The Gay Body (Claude Bibeau, Hamish Buchanan, Kevin Crombie, Matthew Dayler, Éditions productiongray, Evergon, Andy Fabo, Yvon Goulet, Angela Grossmann, Anne-Marie Labelle, Paul Lacroix, Robert Laliberté, Marcus Leatherdale, Denis Lessard, Attila Richard Lukacs, Martial, André Martin, Yannick Pouliot, Carlos Quiroz, David Rasmus, Gabriel Routhier, Daniel Saint-Aubin, Johannes Zits), Centre d'exposition du Vieux-Palais, Saint-Jérôme, Québec (2002).
- Le Corps gay/The Gay Body, Hart House, Université de Toronto, Toronto, Ontario (2004)[1].
- Passé/Présent : L’objet d’art sans frontière (Caroline Beale, Andrée Bergeron, Lucie Bertrand, Diane Brodeur, Paola Corbo, Angèle Cornut, Marie-Andrée Côté, Madeleine David-Chagnon, Georges Delrue, Pascale Girardin, Félix Lapierre, Lise Létourneau, Nathalie Levasseur, Geneviève Mercure, Christina Neill, Geneviève Oligny, Marie-Ève Rabbath, Gilbert Rhême, Gisèle Richer, Donald Robertson, Mariette Rousseau-Vermette, Sylvie Tisserand, Luci Veilleux, Nicole Vincent), Musée d’art contemporain des Laurentides, Saint-Jérôme; Centre d’exposition de Val-David, Val-David; Praxis art actuel, Sainte-Thérèse; Musée régional d’Argenteuil, Saint-André d'Argenteuil; Centre d’exposition de Mont-Laurier, Mont-Laurier (2005).
- Le Corps gay/The Gay Body, Centre d’exposition de Rouyn-Noranda, Rouyn-Noranda, Québec (2005).
- Le Corps gay/The Gay Body, Écomusée du Fier monde, Montréal, Québec (2006)[2],[3],[4].
- Attila Richard Lukacs: De l'obscurité/Inside Darkness, Musée d'art contemporain des Laurentides, Saint-Jérôme, Québec (2008)[5],[6].
- Evergon: Jeux de la passion/Passion Plays, Galerie Verticale Art Contemporain, Laval, Québec (2009)[7],[8].
- Ed Pien: Déliaison/Unbinding, Musée d'art contemporain des Laurentides, Saint-Jérôme, Québec (2011)[9],[10],[11].
- Jim Verburg: Séquence/Still (Exposition + programme vidéo), dans le cadre du 30e Festival International du Film sur l'Art (FIFA), Cinémathèque québécoise, Montréal, Québec (2012)[12].
- Sentier Art3, édition 2012: Joachim Jacob, Ed Pien et Frédéric Saia, Parc Bois de Belle-Rivière, Mirabel, Québec (2012)[13],[14].
- Ed Pien: Papier peint/WallPaper (Exposition + programme vidéo), dans le cadre du 31e Festival International du Film sur l'Art (FIFA), Cinémathèque québécoise, Montréal, Québec (2013)[15].
- Johannes Zits: Monticules de neige/Snow Mounds (Performance + programme vidéo), dans le cadre du 31e Festival International du Film sur l'Art (FIFA), Centre Phi, Montréal, Québec (2013)[16].
- Alain Laframboise: Le sens du quotidien, Musée d'art contemporain des Laurentides, Saint-Jérôme, Québec (2014)[17].
- Peter Kingstone, Des constructions identitaires, des récits queer/Identity Constructions, Queer Stories (Programme vidéo), dans le cadre du 32e Festival International du Film sur l'Art (FIFA), Centre Phi, Montréal, Québec (2014)[18].
- Sentier Art3, édition 2014: Michael Belmore, Hannah Claus et Bonnie Devine, Parc Bois de Belle-Rivière, Mirabel, Québec (2014)[19],[20].
- Mike Hoolboom: Rêves marginaux/Fringe Dreams (Programme vidéo), dans le cadre du 33e Festival International du Film sur l'Art (FIFA), UQAM, salle Jean-Claude-Lauzon, pavillon Judith-Jasmin Annexe, Montréal, Québec (2015)[21].
- Alain Laframboise: Le sens du quotidien, Centre d'exposition de l'Université de Montréal, Montréal, Québec (2015)[22].
- Pierre Dalpé: Jeux de rôle: Performances & croyances/Role-Play: Performances & Beliefs, Galerie Arbor, Centre pour l'art contemporain, Vankleek Hill, Ontario (2015).
- Nelson Henricks: Des images, des mots et des sons/Images, Words, Sounds, (Programme vidéo), dans le cadre du 34e Festival International du Film sur l'Art (FIFA), Centre Phi, Montréal, Québec (2016)[23].
- Un cabinet de curiosités, co-commissariat avec Andrée Matte, Musée régional d’Argenteuil, Saint-André d'Argenteuil, Québec (2016).
- Alain Laframboise: Les derniers caprices, co-commissariat avec Louis Cummins, Galerie Graff, Montréal, Québec (2017)[24],[25]

## Publications
- « Théo Bignon, Double entendre », Espace art actuel, printemps/été, 2024 [26].
- « Jean-Jacques Ringuette, Sombre, Méditations sur les abîmes », Ciel Variable, no 126, mai/août 2024, p. 79-81.
- « Evergon : Nitty-Gritty Male Toilet Angst », Ciel Variable, no 124, octobre 2023/janvier 2024, p. 97-98.
- « Evergon : Manscapes : une nature enclavée d’expectatives / Evergon : A Nature Surrounded by Expectations », Galerie Ellephant, 2023, 1 feuillet.
- « Ed Atkins, Voyeurisme contemporain : l’effusion des sentiments », Etc Media (périodique électronique), no 112, hiver 2018 [27].
- « Evergon et Jean-Jacques Ringuette : Housebound : Portraits from the Winter Garden », Ciel Variable, no 107, octobre 2017/Janvier 2018, p. 86-87.
- Stephen Schofield : Où boivent les loups, Politique d'intégration des arts à l'architecture et à l'environnement des bâtiments et des sites gouvernementaux du Québec (1%), Bureau d'art public de Montréal, 2016, dépliant.
- Pierre Dalpé : Jeux de rôle: Performances & croyances, Galerie Arbor, Centre pour l'art contemporain, juillet 2015, 2 feuillets.
- Robbie Cornelissen : The Black Room. Des espaces autres et des ailleurs lointains, Art Mûr, vol 10, no 5, mai, juin 2015, p. 4-5.
- Mike Hoolboom : Rêves marginaux/Fringe Dreams, 33e Festival International du Film sur l'art (catalogue), 2015, p. 105-109[28].
- Michelle Forsyth : Sandwich Boards (For My Dearest Friends) (performance dans le cadre de Nuit Blanche Toronto), préface, Michelle Forsyth éditeur, Toronto, 2014.
- Éric Cardinal : Ici avant, ensuite et maintenant, Politique d’intégration des arts à l’architecture et à l’environnement des bâtiments et des sites gouvernementaux et publics du gouvernement du Québec (1%), Bureau d’art public de Montréal, 2014, dépliant.
- Alain Laframboise : Le sens du quotidien, Saint-Jérôme, Musée d’art contemporain des Laurentides, 2014, 64 p.
- Peter Kingstone : Des constructions identitaires, des récits queer/Identity Constructions, Queer Stories, 32e Festival International du Film sur l’Art (catalogue), 2014, p. 135-139.
- Ed Pien : Plonger dans l’imaginaire aquatique/Ed Pien : Diving into an Imaginary Water World, Galerie Pierre-François Ouellette Art Contemporain, 2013, 4 feuillets.
- Ed Pien : Jouer/Play; Papier peint/WallPaper et Johannes Zits : Montage/Montage et Monticules de neige/Snow Mounds, 31e Festival International du Film sur l’art (catalogue), 2013, p. 132-139.
- « Personae – Portraits queers et mises en scène transgenrées d’esthétisme »/" Personae: Queer Portraits and Transgendered Stagings " in Pierre Dalpé, Personae, textes de Penny Cousineau-Levine, Dayna McLeod et Karl-Gilbert Murray, Mont-Saint-Hilaire, Éditions Cayenne, coll. « Parcours », 2012, p. 45-59.
- Jim Verburg : Séquence/Still et Similitudes/Similarities, 30e Festival International du Film sur l’Art (catalogue), 2012, p. 126-128.
- Nadia Myre : Des inflexions méditatives, Art Mûr, vol 7, no 4, mars, avril 2012, p. 10.
- « John McEwen : Des temps suspendus…une quête de sens », Espace/Sculpture, no 99, printemps 2012, p. 46-47.
- « Pierre Leblanc : Au lendemain des clochers, le début d’un temps mémoriel », ETC, no 94, automne 2011, p. 67-69.
- « Ed Pien : Déliaison/Unbinding. Entretien avec Karl-Gilbert Murray », Espace/Sculpture, no 97, automne 2011, p. 36-37.
- Joëlle Morosoli : Ombres sous tension, un environnement made in Circa, Centre d’exposition Circa, 2011, 4 feuillets.
- Ed Pien : Déliaison/Unbinding, Saint-Jérôme, Musée d’art contemporain des Laurentides, 2010, 52 p.
- « Evergon : Jeux de la passion / Passion Plays », Pref Magazine (France), no 36, janvier/février 2010, p. 78-85.
- Evergon : Jeux de la passion/Passion Plays, (Partie I), Laval, Galerie Verticale art contemporain, 2009, 16 p.
- Evergon : Jeux de la passion/Passion Plays, (Partie II), Laval, Galerie Verticale art contemporain, 2009, 32 p.
- Attila Richard Lukacs : De l’obscurité/Inside Darkness, Saint-Jérôme, Musée d’art contemporain des Laurentides, 2008, 32 p.
- « Art gay au Québec : Transparence de l’image et opacité du discours critique (1985-2005) », Actes de colloque : La critique d’art entre diffusion et prospection, Musée d’art contemporain de Montréal, 2007, p. 73-86.
- « Ron Mueck : Au-delà du regard : Cum-sensualis », ETC, no 79, automne 2007, p. 62-66.
- « Attila Richard Lukacs : Skinhead : un fantasme homoérotique fin vingtième siècle », Pref Magazine (France), no 17, novembre/décembre 2006, p. 124-131.
- « Evergon : Intimité d’un moment de pose XXXL », Archée, cyber mensuel (périodique électronique), octobre 2006, 9 p[29].
- « Bonnie Baxter : Un retour sur soi, un monologue interne… », ETC, no 74, juin-juillet-août 2006, p. 60-63.
- Personae : Pierre Dalpé, Centre VU, Québec, 14 octobre au 13 novembre 2005, 1 feuillet.
- Passé/Présent : L’objet d’art sans frontière, Musée d’art contemporain des Laurentides, Centre d’exposition de Mont-Laurier, Centre d’exposition de Val-David, Praxis art actuel et Musée Régional d’Argenteuil, 2005, 10 feuillets.
- « Nan Goldin : « Silencer » les eaux troubles », ETC Montréal, no 64, décembre 2003 – janvier-février 2004, p. 38-41.
- « Imagerie gay : Une entreprise de révélation », ETC Montréal, no 62, juin-juillet-août 2003, p. 6-11.
- « Joëlle Morosoli : Astructuralité et enfermement psychologique », Spirale, no 190, mai-juin 2003, p. 6-7.
- « Riopelle : Un dialogue par intérim », Vie des Arts, no 190, printemps 2003, p. 42-45.
- « Andy Fabo et Michael Balser : Queering l’éphémère beauté », ESSE arts+opinions, no 48, avril 2003, p. 54-59.
- « Johannes Zits : « Faire corps »», ETC Montréal, no 59, septembre 2002, p. 46-47.
- « Christine Palmiéri : Femmes aux bains », Spirale, no 185, juillet-août 2002, p. 30-31.
- « Postmodernité : L’intrusion du « profane » dans le Sacré » in Le sacré et le profane : Lassitude, vertu ou la fin des temps, textes de Renée Chevalier, Martin Champagne et Karl-Gilbert Murray, Laval, Galerie Verticale Art Contemporain, 2002, p. 6-13.
- Le Corps gay / The Gay Body, Saint-Jérôme, Centre d’exposition du Vieux-Palais, 2002, 60 p.
- Battre le « faire » au féminin : Renée Chevalier, Christine Palmiéri, Louise Prescott, Galerie Verticale Art Contemporain, Laval, 2002, 6 feuillets.
- « Qui n’ose s’expose… » Analyse socio-sémiotique des codes homoérotiques dans la peinture de Paul Cadmus », Actes de colloque : colloque des diplômés (es) de la maîtrise en études des arts, septembre 2000, p. 43-49.
- « Qui n’ose s’expose… » Analyse socio-sémiotique des codes homoérotiques dans la peinture de Paul Cadmus », Mémoire de maîtrise en Études des arts, Montréal, Université du Québec à Montréal, 1999, 179 p.
- « Tom of Finland », Parachute, no 86, avril-mai-juin 1997, p. 34-35.